# Diego Latorre
Diego Fernando Latorre (Buenos Aires, 4 agosto 1969) è un ex calciatore argentino, di ruolo trequartista o attaccante.

## Carriera
I primi calci al pallone li diede all'età di 12 anni militando nel Ferrocarril. Poi a 13 anni l'ingresso nelle giovanili del Boca Juniors che lo lanciò facendolo esordire nella massima serie a 18 anni. Dal 1987-1988 al 1991-1992 Latorre disputò nel Boca 117 partite segnando 33 gol. In quello stesso periodo ebbe modo di mettersi in mostra anche in Nazionale guidata da Basile.
Nel 1991 la Fiorentina lo opzionò ma scelse di lasciarlo al Boca anche per la stagione 1991-1992 avendo già quattro stranieri nella rosa. Nel 1992 arriva a Firenze, pagato 3,5 miliardi di lire, dove viene impegnato in due occasioni; in quella stagione la Fiorentina retrocede in Serie B.
Latorre proseguì la sua esperienza europea in Spagna per quattro anni con il Tenerife e il Salamanca. Tornato in Argentina, rivestì ancora per due stagioni la maglia del Boca Juniors per poi concludere la sua parabola agonistica nel Guatemala.

## Statistiche

### Cronologia presenze e reti in nazionale
| Cronologia completa delle presenze e delle reti in nazionale ― Argentina | Cronologia completa delle presenze e delle reti in nazionale ― Argentina | Cronologia completa delle presenze e delle reti in nazionale ― Argentina | Cronologia completa delle presenze e delle reti in nazionale ― Argentina | Cronologia completa delle presenze e delle reti in nazionale ― Argentina | Cronologia completa delle presenze e delle reti in nazionale ― Argentina | Cronologia completa delle presenze e delle reti in nazionale ― Argentina | Cronologia completa delle presenze e delle reti in nazionale ― Argentina |
| Data                                                                     | Città                                                                    | In casa                                                                  | Risultato                                                                | Ospiti                                                                   | Competizione                                                             | Reti                                                                     | Note                                                                     |
| ------------------------------------------------------------------------ | ------------------------------------------------------------------------ | ------------------------------------------------------------------------ | ------------------------------------------------------------------------ | ------------------------------------------------------------------------ | ------------------------------------------------------------------------ | ------------------------------------------------------------------------ | ------------------------------------------------------------------------ |
| 19-2-1991                                                                | Rosario                                                                  | Argentina                                                                | 2 – 0                                                                    | Ungheria                                                                 | Amichevole                                                               | -                                                                        | 84’                                                                      |
| 27-3-1991                                                                | Buenos Aires                                                             | Argentina                                                                | 3 – 3                                                                    | Brasile                                                                  | Amichevole                                                               | -                                                                        |                                                                          |
| 27-6-1991                                                                | Curitiba                                                                 | Brasile                                                                  | 1 – 1                                                                    | Argentina                                                                | Amichevole                                                               | -                                                                        | 61’                                                                      |
| 8-7-1991                                                                 | Santiago del Cile                                                        | Argentina                                                                | 3 – 0                                                                    | Venezuela                                                                | Coppa America 1991 - 1º turno                                            | -                                                                        | 79’                                                                      |
| 10-7-1991                                                                | Santiago del Cile                                                        | Cile                                                                     | 0 – 1                                                                    | Argentina                                                                | Coppa America 1991 - 1º turno                                            | -                                                                        | 46’                                                                      |
| 14-7-1991                                                                | Santiago del Cile                                                        | Argentina                                                                | 3 – 2                                                                    | Perù                                                                     | Coppa America 1991 - 1º turno                                            | 1                                                                        |                                                                          |
| Totale                                                                   |                                                                          | Presenze                                                                 | 6                                                                        |                                                                          | Reti                                                                     | 1                                                                        |                                                                          |

## Palmarès

### Club

#### Competizioni nazionali
- Campionato guatemalteco: 1

Comunicaciones: Clausura 2003

#### Competizioni internazionali
- Supercoppa Sudamericana: 1

Boca Juniors: 1989
- Recopa Sudamericana: 1

Boca Juniors: 1990
- Copa Master de Supercopa: 1

Boca Juniors: 1992

### Individuale
- Equipo Ideal de América: 1

1991